# Salmana Amadou Ali

Salmana Amadou Ali, né 3 mars 1985  à Maroua, Région de l'Extrême-Nord Cameroun est un homme politique camerounais.

## Biographie

### Enfance et formation
Salmana Amadou Ali est né le 03 mars 1985 à Maroua, Région de l'Extrême-Nord Cameroun[réf. nécessaire].

### Carrière politique
Il est député du Front pour le Salut National du Cameroun (FSNC). En juillet 2022, il participe à la 47ᵉ Assemblée Parlementaire de la francophonie à Kigali au Rwanda, il est élu au poste de rapporteur mondial de la francophonie pour le parlement des jeunes. Il est vice-président de la commission des finances et du budget à l'Assemblée Nationale,,,.

## Distinctions
- Grand Maître de l'Ordre National du Mérite Centrafricain[5].